# Bittern Plum
Bittern es una variedad cultivar de ciruelo (Prunus domestica), de las denominadas ciruelas europeas.
Una variedad de ciruela procedente de una plántula cultivada por Francis Rivers, Sawbridgeworth, Inglaterra (Reino Unido).
Las frutas tienen un tamaño mediano, piel gruesa, ácida, siendo el color de la piel púrpura oscuro azulado, y pulpa de color amarilla verdosa, textura firme, moderadamente jugosa, y sabor enérgica subácida, bien.

## Historia
'Bittern' variedad de ciruela fue criado por Francis Rivers, Sawbridgeworth, Inglaterra (Reino Unido), fructificó alrededor de 1872, y fue lanzado al mercado por primera vez entre 1885/86.
'Bittern' ha sido descrita por:  1. Mich. Hort. Soc. Rpt. 289. 1889. 2. U.S.D.A. Pom. Rpt. 25. 1894. 3. Cornell Sta. Bul. 131:182. 1897.
'Bittern' está cultivada en diversos bancos de germoplasma de cultivos vivos, tales como en National Fruit Collection (Colección Nacional de Fruta) de Reino Unido con el número de accesión: 1954-066 y Nombre Accesión : Bittern.  El espécimen fue recibido en el «National Fruit Trials» (Probatorio Nacional de Frutas), para evaluar sus características en 1954.

## Características
'Bittern' árbol de porte extenso, moderadamente vigoroso, erguido, productivo, floración abundante. Autofértil. Flor blanca, que tiene un tiempo de floración que comienza a partir del 7 de abril con el 10% de floración, para el 11 de abril tiene una floración completa (80%), y para el 22 de abril tiene un 90% de caída de pétalos.
'Bittern' tiene una talla de tamaño mediano de forma ovaladas oblongas, cavidad poco profunda, estrecha, abrupta, sutura pronunciada, una línea distinta; ápice redondeado o ligeramente puntiagudo, con peso promedio de 24.20 g; epidermis tiene una piel gruesa, ácida, siendo el color de la piel púrpura oscuro azulado, cubierto de pruina de mediano espesor, punteado pequeños, pocos; pedúnculo glabro, con una longitud promedio de 15.75 mm, pubescente, bien adherido al fruto con la cavidad del pedúnculo estrecha y apenas pronunciada; pulpa de color amarilla verdosa, textura firme, moderadamente jugosa, y sabor enérgica subácida, bien.
Hueso libre, irregular y ampliamente ovada, aplanada, áspera, ligeramente comprimida y con cuello en la base, roma o aguda en el ápice, sutura ventral estrecha, alada, fuertemente surcada, sutura dorsal aguda o levemente surcada.
Su tiempo de recogida de cosecha es temprano, se inicia en su maduración de principios a mediados de agosto.

## Usos
Se usa comúnmente como postre fresco de mesa buena ciruela ideal como postre de fines de verano.
Esta ciruela es bien conocida en Inglaterra, pues hace unos muy buenos guisos, licores, mermeladas, empanadas, y congelación.